# Parennes
Parennes is een gemeente in het Franse departement Sarthe (regio Pays de la Loire) en telt 499 inwoners (2004). De plaats maakt deel uit van het arrondissement Mamers.

## Geografie
De oppervlakte van Parennes bedraagt 14,4 km², de bevolkingsdichtheid is 34,7 inwoners per km².
De onderstaande kaart toont de ligging van Parennes met de belangrijkste infrastructuur en aangrenzende gemeenten.

## Demografie
Onderstaande figuur toont het verloop van het inwonertal (bron: INSEE-tellingen).
1. ↑  Populations de référence 2022.